# Yves Djidda
Yves Yves (Yaoundé, 14 luglio 1988) è un ex calciatore camerunese, di ruolo attaccante.

## Carriera
Inizia la sua carriera in patria nell'Union Douala. Nel 2007 si trasferisce al Nazareth Illit, nella seconda divisione israeliana. Nel 2008 viene acquistato dall'Hakoah Ramat Gan, dove gioca una mezza stagione nella massima serie israeliana. All'inizio del 2009 passa al Maccabi Ahi Nazaret, nella seconda divisione israeliana, con il quale al termine della stagione ottiene la promozione in massima serie. La sua seconda esperienza nella massima serie israeliana si chiude con una retrocessione nei cadetti. Gioca ancora un'altra stagione nei cadetti, prima di essere svincolato al termine della stagione. Rimasto svincolato per quasi 9 anni, nel 2019 si trasferisce al Friburgo, nella quarta divisione svizzera. Nello stesso va a giocare al Cortaillod, nelle serie dilettantistiche svizzere.

## Statistiche

### Presenze e reti nei club
Statistiche aggiornate al 24 settembre 2021.
| Stagione                   | Squadra                    | Campionato                 | Campionato | Campionato | Coppe nazionali | Coppe nazionali | Coppe nazionali | Coppe continentali | Coppe continentali | Coppe continentali | Altre coppe | Altre coppe | Altre coppe | Totale | Totale |
| Stagione                   | Squadra                    | Comp                       | Pres       | Reti       | Comp            | Pres            | Reti            | Comp               | Pres               | Reti               | Comp        | Pres        | Reti        | Pres   | Reti   |
| -------------------------- | -------------------------- | -------------------------- | ---------- | ---------- | --------------- | --------------- | --------------- | ------------------ | ------------------ | ------------------ | ----------- | ----------- | ----------- | ------ | ------ |
| ago.-dic. 2008             | Hakoah Ramat Gan           | LhA                        | 11         | 1          |                 | -               | -               |                    | -                  | -                  |             | -           | -           | 11     | 1      |
| gen.-mag. 2009             | Maccabi Ahi Nazaret        | LL                         | ?          | ?          | CI              | 1               | 0               |                    | -                  | -                  |             | -           | -           | 1      | 0      |
| 2009-2010                  | Maccabi Ahi Nazaret        | LhA                        | 18+1       | 2+0        |                 | -               | -               |                    | -                  | -                  |             | -           | -           | 19     | 2      |
| 2010-2011                  | Maccabi Ahi Nazaret        | LL                         | ?          | ?          |                 | -               | -               |                    | -                  | -                  |             | -           | -           | ?      | ?      |
| Totale Maccabi Ahi Nazaret | Totale Maccabi Ahi Nazaret | Totale Maccabi Ahi Nazaret | 19+        | 2+         |                 | 1               | 0               |                    | -                  | -                  |             | -           | -           | 20+    | 2+     |
| feb.-giu. 2019             | Friburgo                   | 1L                         | 11         | 0          |                 | -               | -               |                    | -                  | -                  |             | -           | -           | 11     | 0      |
| Totale carriera            | Totale carriera            | Totale carriera            | 41         | 3          |                 | 1               | 0               |                    | -                  | -                  |             | -           | -           | 42     | 3      |